# Joaquín Lacasta España
Joaquín Lacasa España fou un enginyer industrial valencià. El 1915 era militant del Partit Liberal Conservador i fou elegit diputat per la província de València en substitució de Francisco Moliner Nicolás. Tanmateix, durant la Segona República Espanyola milità a Unió Republicana, i fou elegit diputat per la mateixa circumscripció a les eleccions generals espanyoles del 1936 dins les llistes del Front Popular.